# 波羅摩菩提薩埵
波羅摩菩提薩埵（梵文名，Paramabhodhisatva，?—?），占婆（占城）11世紀末国王。
1080年其兄诃梨跋摩三世禅位九岁的儿子浦良罗阇堕罗（闍耶因陀羅跋摩二世），次年去世，闍耶因陀羅跋摩二世年幼，大臣擁立波羅摩菩提薩埵為王。第九王朝律陀罗跋摩三世時，占城南部宾童龙地区的酋长趁机发动叛乱，宣布脱离占城独立。占城亦无力南顾，直到1084年，波羅摩菩提薩埵平定宾童龙，占城才重获统一。1086年闍耶因陀羅跋摩二世復位，波羅摩菩提薩埵失敗退位。